# OMIM
Online Mendelian Inheritance in Man (Менделско унасладяване при човека, онлайн; OMIM) е база данни, каталогизираща всички познати заболявания с генетичен компонент и, при които е възможно, дава връзки към съответните гени в човешкия геном и препоръки за по-нататъшни изследвания и инструменти (биоинформатични) за геномен анализ на каталогизирания ген. Към юни 2019 г. приблизително 9000 от над 25 000 записа в OMIM представляват фенотипове; останалите представляват гени, много от които са свързани с известни фенотипове.
Тя е сред базите данни, намиращи се в американския Национален център за биотехнологична информация (NCBI) и са включени в менютата им за търсене.